# چوخور قبله
چوخور قبله (به لاتین: Çuxur Qəbələ) یک منطقه مسکونی در جمهوری آذربایجان است که در شهرستان قبله واقع شده‌است. چوخور قبله ۹۷۳ نفر جمعیت دارد.